# John Wain
John Barrington Wain (ur. 14 marca 1925, zm. 24 maja 1994) – poeta, powieściopisarz i krytyk angielski. Przez większość życia pracował jako dziennikarz – wolny strzelec oraz jako pisarz, autor tekstów i recenzji dla prasy i radia. Zwolennik lewicowego liberalizmu, buntował się przeciwko społecznemu konformizmowi.

## Życiorys
Urodził się w Stoke-on-Trent w angielskim hrabstwie Staffordshire. Uczęszczał do St John’s College na Uniwersytecie Oxfordzkim, gdzie uzyskał tytuł licencjata w 1946 r. i magistra w 1950. Jednym z jego wykładowców był C.S. Lewis; Wain spotkał przyjaciół Lewisa stanowiących nieformalną grupę literacką Inklingowie, ale do niej nie należał.
Wykładał na Uniwersytecie Reading, a także przez jeden semestr uczył retoryki w Gresham College w Londynie. W 1973 r. został na pięć lat wybrany Profesorem Poezji na Uniwersytecie Oxfordzkim; niektóre z jego wykładów zostały zebrane w tomie Professing Poetry.

## Twórczość
Pierwszą powieść, Hurry on down, napisał w 1953 roku; jest to humorystyczna powieść łotrzykowska o młodym człowieku, który skończywszy studia odwraca się od konwencjonalnego społeczeństwa. Do innych ważniejszych powieści Waina zaliczają się Strike the father dead (1962), opowieść o buncie jazzmana przeciw konwencjonalnemu ojcu, i Young shoulders (1982), laureatka nagrody Whitbread, dramatyczna historia chłopca zmagającego się ze śmiercią najbliższych. Jego niekonwencjonalny sposób pisania przejawiał się między innymi tym, że - niezgodnie z zasadami angielskiej ortografii - w tytułach książek stosował małe litery.
Wain bywa łączony z grupą tzw. młodych gniewnych (Angry Young Men), radykalnych angielskich pisarzy, którzy w latach 1950. przeciwstawiali się konserwatywnym elementom społeczeństwa. Jednak silniejszy był jego związek z grupą poetów The Movement, do której należeli m.in. Kingsley Amis, D. J. Enright, Thom Gunn, Elizabeth Jennings i Philip Larkin. Poeci The Movement stosowali nowoczesne środki wyrazu w połączeniu z dyscypliną formalną.
Wain był również krytykiem literackim, autorem prac o innych pisarzach z angielskiego regionu Midlands, m.in. Arnoldzie Bennetcie, Samuelu Johnsonie (za którą uzyskał w 1974 roku nagrodę James Tait Black Memorial Prize) i Williamie Szekspirze. Pisał też o amerykańskim poecie Theodorze Roethke i pisarzu Edmundzie Wilsonie. Za zbiór esejów Preliminary Essays otrzymał w 1958 r. Somerset Maugham Award.

## Książki wydane w Polsce
- Bez wczoraj i bez jutra (Living in the present, 1953)
- Rywale (The contenders, 1958)
- Mniejsze niebo (The smaller sky, 1967)
- Ratownik (The life guard, 1971)
- Opowieść sprzedawcy odpustów (The pardonner's tale, 1978)